# 寻龙诀
《寻龙诀》（英語：Mojin-The Lost Legend or  The Ghouls），又名《鬼吹灯之寻龙诀》，是由万达影业、华谊兄弟、光线影业、浙江蓝巨星联合出品，乌尔善执导、陈国富监制，梁吉泳任動作設計，陈坤、黄渤、舒淇、Angelababy、夏雨领衔主演的奇幻冒险电影。根据天下霸唱所著盗墓小说《鬼吹灯》的后四部改编而成，主要讲述胡八一、王凯旋与Shirley杨再入草原千年古墓发生的故事。此片與《九层妖塔》的劇情無相關聯。
影片于2014年8月开机，2015年12月18日以3D、IMAX 3D、中国巨幕3D、ScreenX、ATMOS 3D、巴可沉浸音3D、中国多维声3D、 4DX、DTS:X版本在中国上映。获得第53届金马奖最佳视觉效果奖。

## 剧情
1980年代末，胡八一（陈坤饰）、王凯旋（黄渤饰）和Shirley杨（舒淇饰）已经金盆洗手并移居美国纽约市，本来叱咤风云的摸金校尉沦为街头小贩，并且被移民局追得满街跑。胡八一与未婚妻Shirley杨想从此过上普通人的生活，而此时王凯旋却发现自己死在“百眼窟”的战友丁思甜（杨颖饰），在二十年前念念不忘的彼岸花居然再次出现了。于是胡八一、王凯旋、Shirley杨决定再入草原千年古墓。
請託摸金校尉的神秘女子「環球礦業集團主席」暨「環球修靈會」會長應彩虹，因罹患腦癌將不久於人世，故以教主假藉宗教拯救世人之名，尋找連結陰陽兩界的彼岸花，企圖延壽。結果胡八一成功找到彼岸花，才發現原來它是會發出迷惑人的隕石，會讓人看見心中最大的恐懼和牽掛。最後胡八一打破彼岸花，救出Shirley楊，並由王凱旋見證，向Shirley楊求婚。

## 演员
- 陳坤 出演 胡八一。盗墓高手，摸金校尉
- 黄渤 出演 王凯旋。胡八一的好友，摸金校尉
- 舒淇 出演 ·杨。胡八一的未婚妻，摸金校尉
- Angelababy 出演 丁思甜。胡八一和王凱旋的初恋
- 夏雨 出演 大金牙。古董商人
- 劉曉慶 出演 應彩虹。邪教组织首领，蛊惑人心，为了不可告人的目的而冒险闯墓
- 顏卓靈 出演 洋子。應彩虹的手下，被粽子杀死

## 筹备
2014年8月7日，叶宁向记者透露，“《鬼吹灯》项目最初由万达公司发起并酝酿多年，公司邀请陈国富与乌尔善合作”。同时，他还解释“三巨头联手是在和王中磊、王长田三个人在长白山散步的时候，说到鬼吹灯项目就一拍即合”。

## 制作
2014年8月7日，乌尔善和五大主演陈坤、黄渤、舒淇、杨颖、夏雨在北京市的新闻发布会上宣布该片正式开机。
《寻龙诀》的海外场景拍摄于美国纽约。该片于开机时间一年之前开始在纽约、旧金山和洛杉矶影棚勘景，最后拍摄地取在纽约，因为「导演喜欢这座城市独特的气质”。
2015年3月1日，《寻龙诀》制片主任抵达初春飘雪的纽约。中美剧组集结合并，对拍摄场地进行了技术复景，并用双语向全组通报，将必要的场地后勤注意事项做好说明和强调。
2015年3月24日早6:00，30多辆剧组车辆及200余人的中美剧组人员在拍摄现场集结完毕。《寻龙诀》纽约戏份正式在曼哈顿东河边开机。
由于剧组人员规模庞大，再加上年代戏和动作戏的要求，此片海外拍摄拍摄在签证、场地、美方剧组人员和演员的选择上对美方制片是一个挑战。其中八十年代纽约的追逐场景涉及十余条街的封街清理和大量年代感道具车辆的摆放，在寸土寸金的曼哈顿是非常大的难题。美方制片投入大量人力物力并与纽约政府相关部门的多次协商沟通，最终完成了影片开头的纽约追逐戏，实现了年代感的衔接。
该片美方制片公司为惊迷影视公司。

## 花絮
筹备该片的两年中，乌尔善为此学习了“倒斗”，去了很多墓穴和博物馆，并且在专家的带领下学习风水学、了解极限运动。
该片曝光的预告片戏份拍摄时温度高达50度，演员们穿着四层戏服，背着一个沉重的装备包，还要吊着鋼絲做空中翻滚，难度相当大，但演员们还是亲自上阵没用替身。
天下霸唱在接受采访时表示过绝对不会当编剧，但是导演诱骗他，说来当顾问，结果后来天天一起开会，被生生磨成了一个编剧。
天下霸唱在选角上的意见是：胡八一当过解放军连长，王胖子则生长在部队大院，两人都需要有军人的英气。
该片提前一年开启全球预售，杀青之际已经卖出6个国家地区的版权

## 票房
中国大陆首周三天收获5.96亿人民币居榜首，零点场855万、首日累计1.7亿、首周三天成绩，打破了3D华语片三项票房纪录。次周入账6.15亿蝉联冠军；第三周入账3.38亿列第三位，第四周取得8400万列第五位，最终累计16.67亿。
| 上一届： 《极盗者》 | 2015年中国内地一周票房冠军 第51-52周（12月14日—12月27日） | 下一届： 《老炮儿》(2016年) |

台灣方面獲得1000票房(台北市)。

## 奖项
| 年份   | 頒獎典禮               | 獎項           | 名字                                   | 結果 |
| ------ | ---------------------- | -------------- | -------------------------------------- | ---- |
| 2016年 | 第23届北京大学生电影节 | 最佳观赏效果奖 |                                        | 獲獎 |
| 2016年 | 第33届百花奖           | 最佳导演       | 乌尔善                                 | 獲獎 |
| 2016年 | 第33届百花奖           | 最佳女配角     | 杨颖                                   | 獲獎 |
| 2016年 | 第33届百花奖           | 最佳男配角     | 夏雨                                   | 提名 |
| 2016年 | 第33届百花奖           | 最佳女主角     | 舒淇                                   | 提名 |
| 2016年 | 第33届百花奖           | 最佳故事片     | 寻龙决                                 | 提名 |
| 2016年 | 第33届百花奖           | 最佳新人       |                                        | 提名 |
| 2016年 | 第53屆金馬獎           | 最佳视觉效果   | Douglas Hans Smith、Sam Khorshid、刘松 | 獲獎 |
| 2016年 | 第53屆金馬獎           | 最佳动作设计   | 沈在元、梁吉泳                         | 提名 |
| 2016年 | 第17届华表奖           | 优秀故事片     | 寻龙决                                 | 提名 |

## 续集
这部电影的续集于2018年上映，名为《寻龙诀:虫谷》